# Кнапе
Кнапе (словен. Knape) — поселення в общині Шкофя Лока, Горенський регіон, Словенія. Висота над рівнем моря: 429,4 м.